# 建築をめざして
『建築をめざして』（仏：Vers une architecture）は、フランスの建築家ル・コルビュジエによる初期の代表的な著作。
原著は1923年に『エスプリ・ヌーヴォー』誌等の記事をまとめ出版されたもので、本書の「住宅は住むための機械である」という言葉は、余りにも有名である。吉阪隆正による日本語訳は多数重版された。

## 訳書
- 『建築をめざして』（吉阪隆正訳、鹿島出版会：SD選書）。抄訳
- 『建築へ』（樋口清訳、中央公論美術出版）。大判の完訳版